# Três Barras do Paraná
Três Barras do Paraná este un oraș în Paraná (PR), Brazilia.